# 김철명
김철명(金喆明, 1972년 10월 24일~)은 대한민국의 전 축구 선수이며, 포지션은 미드필더였다.